# Novosilske, Berdeansk
Novosilske (în ucraineană Новосільське) este un sat în așezarea urbană Andriivka din raionul Berdeansk, regiunea Zaporijjea, Ucraina.

## Demografie
Componența lingvistică a localității Novosilske
     Ucraineană (100%)
Conform recensământului din 2001, toată populația localității Novosilske era vorbitoare de ucraineană (100%).